# (5421) Ulanova
(5421) Ulanova es un asteroide perteneciente al cinturón de asteroides, descubierto el 14 de octubre de 1982 por Liudmila Zhuravliova y la también astrónoma Liudmila Karachkina desde el Observatorio Astrofísico de Crimea (República de Crimea).

## Designación y nombre
Designado provisionalmente como 1982 TD2. Fue nombrado Ulanova en honor a la bailarina de ballet rusa Galina Ulánova cuyo pintoresco baile en los ballets Giselle, El lago de los cisnes y otros no tiene comparación.

## Características orbitales
Ulanova está situado a una distancia media del Sol de 2,254 ua, pudiendo alejarse hasta 2,594 ua y acercarse hasta 1,915 ua. Su excentricidad es 0,150 y la inclinación orbital 3,204 grados. Emplea 1236,65 días en completar una órbita alrededor del Sol.

## Características físicas
La magnitud absoluta de Ulanova es 13,6. Tiene 4,249 km de diámetro y su albedo se estima en 0,468. 